# Cory Burke
Cory Burke (Kingston, 1991. december 28. –) jamaicai válogatott labdarúgó, az amerikai New York Red Bulls csatárja.

## Pályafutása

### Klubcsapatokban
Burke Jamaica fővárosában, Kingstonban született. Az ifjúsági pályafutását az Old Harbour High akadémiájánál kezdte.
2013-ban mutatkozott be a Rivoli United első osztályban szereplő felnőtt csapatában. 2016-ban az amerikai Bethlehem Steel-nél játszott kölcsönben. 2017-ben a lehetőséggel élve a klubhoz igazolt. 2018. január 1-jén az észak-amerikai első osztályban érdekelt Philadelphia Union szerződtette. Először a 2018. március 4-ei, New England Revolution ellen 2–0-ra megnyert mérkőzés 66. percében, Fabian Herbers cseréjeként lépett pályára. Első gólját 2018. május 12-én, a Montréal ellen idegenben 2–0-ás győzelemmel zárult találkozón szerezte meg. A 2019–20-as szezonban a jamaicai Portmore United és az osztrák St. Pölten csapatát erősítette kölcsönben. 2022. november 21-én a New York Red Bullshoz igazolt.

### A válogatottban
2016-ban debütált a jamaicai válogatottban. Először a 2016. szeptember 7-ei, Haiti ellen 2–0-ra elvesztett mérkőzésen lépett pályára. Első válogatott gólját 2016. október 11-én, Guyana ellen 4–2-re megnyert Karibi-kupa-selejtezőn szerezte meg.

## Statisztikák
2023. június 4. szerint
| Klub                         | Szezon   | Osztály                 | Bajnokság | Bajnokság | Kupa  | Kupa | Nemzetközi | Nemzetközi | Összesen | Összesen |
| Klub                         | Szezon   | Osztály                 | Meccs     | Gól       | Meccs | Gól  | Meccs      | Gól        | Meccs    | Gól      |
| ---------------------------- | -------- | ----------------------- | --------- | --------- | ----- | ---- | ---------- | ---------- | -------- | -------- |
| Rivoli United                | 2013–14  | National Premier League | 29        | 2         | 0     | 0    | —          | —          | 29       | 2        |
| Rivoli United                | 2014–15  | National Premier League | 31        | 11        | 0     | 0    | —          | —          | 31       | 11       |
| Rivoli United                | 2015–16  | National Premier League | 17        | 12        | 0     | 0    | —          | —          | 17       | 12       |
| Rivoli United                | Összesen | Összesen                | 77        | 25        | 0     | 0    | 0          | 0          | 77       | 25       |
| Bethlehem Steel              | 2016     | USL Championship        | 21        | 4         | 0     | 0    | —          | —          | 21       | 4        |
| Bethlehem Steel              | 2017     | USL Championship        | 25        | 9         | 1     | 0    | —          | —          | 26       | 9        |
| Bethlehem Steel              | 2018     | USL Championship        | 4         | 2         | 0     | 0    | —          | —          | 4        | 2        |
| Bethlehem Steel              | Összesen | Összesen                | 50        | 15        | 1     | 0    | 0          | 0          | 51       | 15       |
| Philadelphia Union           | 2018     | MLS                     | 30        | 11        | 5     | 3    | —          | —          | 35       | 14       |
| Philadelphia Union           | 2019     | MLS                     | 7         | 2         | 0     | 0    | —          | —          | 7        | 2        |
| Philadelphia Union           | 2020     | MLS                     | 6         | 2         | 0     | 0    | —          | —          | 6        | 2        |
| Philadelphia Union           | 2021     | MLS                     | 21        | 4         | 0     | 0    | 4          | 0          | 25       | 4        |
| Philadelphia Union           | 2022     | MLS                     | 36        | 8         | 1     | 0    | —          | —          | 37       | 8        |
| Philadelphia Union           | Összesen | Összesen                | 100       | 27        | 6     | 3    | 4          | 0          | 110      | 30       |
| Portmore United (kölcsönben) | 2019–20  | National Premier League | 18        | 11        | 0     | 0    | —          | —          | 18       | 11       |
| St. Pölten (kölcsönben)      | 2019–20  | Osztrák Bundesliga      | 11        | 4         | 0     | 0    | —          | —          | 11       | 4        |
| New York Red Bulls           | 2023     | MLS                     | 16        | 2         | 2     | 0    | —          | —          | 18       | 2        |
| Összesen                     | Összesen | Összesen                | 272       | 84        | 9     | 3    | 4          | 0          | 285      | 87       |

### A válogatottban
| Válogatott | Év       | Pályára lépés | Gól |
| ---------- | -------- | ------------- | --- |
| Jamaica    | 2016     | 3             | 2   |
| Jamaica    | 2017     | 10            | 0   |
| Jamaica    | 2018     | 3             | 4   |
| Jamaica    | 2019     | 2             | 0   |
| Jamaica    | 2021     | 8             | 1   |
| Jamaica    | 2022     | 1             | 0   |
| Jamaica    | 2023     | 5             | 1   |
| Összesen   | Összesen | 32            | 8   |

#### Góljai a válogatottban
| # | Időpont             | Helyszín                                             | Ellenfél        | Gólok | Eredmény | Kiírás                                          |
| - | ------------------- | ---------------------------------------------------- | --------------- | ----- | -------- | ----------------------------------------------- |
| 1 | 2016. október 11.   | Leonora Stadion, Leonora, Guyana                     | Guyana          | 4–2   | 4–2      | 2017-es Karibi-kupa-selejtező                   |
| 2 | 2016. november 13.  | Independence Park, Kingston, Jamaica                 | Suriname        | 1–0   | 1–0      | 2017-es Karibi-kupa-selejtező                   |
| 3 | 2018. szeptember 9. | Independence Park, Kingston, Jamaica                 | Kajmán-szigetek | 2–0   | 4–0      | 2019–2020-as CONCACAF Nemzetek Ligája-selejtező |
| 4 | 2018. szeptember 9. | Independence Park, Kingston, Jamaica                 | Kajmán-szigetek | 4–0   | 4–0      | 2019–2020-as CONCACAF Nemzetek Ligája-selejtező |
| 5 | 2018. október 14.   | Ergilio Hato Stadion, Willemstad, Curaçao            | Bonaire         | 1–0   | 6–0      | 2019–2020-as CONCACAF Nemzetek Ligája-selejtező |
| 6 | 2018. november 17.  | Montego Bay Sports Complex, Montego Bay, Jamaica     | Suriname        | 1–0   | 2–1      | 2019–2020-as CONCACAF Nemzetek Ligája-selejtező |
| 7 | 2021. július 16.    | Exploria Stadion, Orlando, Amerikai Egyesült Államok | Guadeloupe      | 1–1   | 2–1      | 2021-es CONCACAF-aranykupa                      |
| 8 | 2023. június 19.    | Stadion Wiener Neustadt, Bécsújhely, Ausztria        | Jordánia        | 1–0   | 1–2      | Barátságos mérkőzés                             |

## Sikerei, díjai
Philadelphia Union
- US Open Cup
  - Döntős (1): 2018

Jamaicai válogatott
- CONCACAF-aranykupa
  - Döntős (1): 2017-es CONCACAF-aranykupa